# Enmerkar és Aratta ura

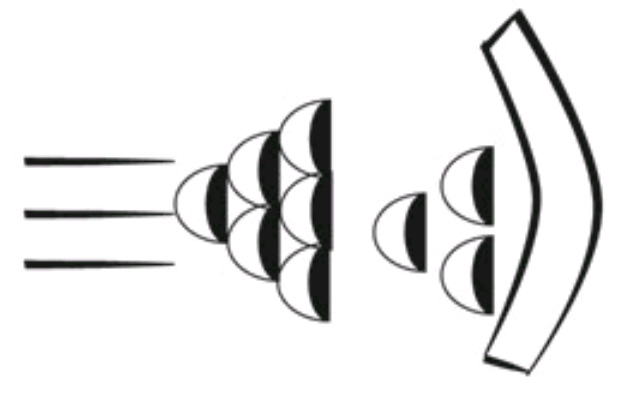
Aratta az uruki archaikus szövegekben

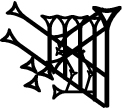
Az ARATTA írásjel, amely a „nehéz, fontos, dicséret, dicsőség” jelentésekkel bír. Az akkád írásban az azonos jelentésű kabtu és a tanattu (= dicsőség, dicséret) szavak írására alkalmazták. A ^{KUR}LAM×RU logogrammal jegyezték le, ami a LAM (= termékenység), RU (= építészettel kapcsolatos szemantikai komplementum) és a helyre, országra utaló KUR determinatívumból tevődik össze.

Az Enmerkar és Aratta ura című eposz a korai sumer hősepika, az uruki epikus ciklus egyik darabja, közelebbről az uruki Enmerkar király köré szövődő Enmerkar-ciklusból. Viszonylag épen maradt fenn, csak az elejéből és a végéből hiányzik néhány sor az összesen 642 sornyi szövegből. Az eposz keletkezése néhány évszázaddal Enmerkar uralkodása utánra tehető, körülbelül i. e. 2600 és i. e. 2500 közé.

## Jelentősége
Aratta helyzetére vonatkozóan rendkívül sok elképzelés létezik Örményországtól Afganisztánig. Az Örmény-felföld az Aratta–Ararát azonosítás miatt merült fel. A legáltalánosabban elfogadott álláspont szerint egy elámi területről van szó. Komoróczy Géza álláspontja szerint Délkelet-Iránban keresendő, talán éppen a Tepe Jahjá mellett feltárt ősi, a Dzsemdet Naszr-kultúrával egyidős írásleletekkel azonosítható. Más elképzelések szerint az Urmia-tó déli körzete is szóba jöhet. Az útvonal is szerepel: a Zubi-hegységen átkelve Szúza és Ansan után következik Aratta földje.
Az eposz egyik jelentős tartalmi eleme az írás feltalálásának motívuma. Enmerkar futárt küldött Arattába. A követ a hosszú szöveget nem tudta megjegyezni és elmondani, ezért Enmarkar frissen gyúrt agyagba rótta üzenetét, amelyet Aratta ura elolvasott – a történet egyik kényes pontja, hogy ha Enmerkar találta fel az írást, akkor hogyan olvashatták azt el Arattában:
„502 bar kin2-gi4-a ka-ni(/inim) (i)-dugud šu nu-mu-un-da-an-gi4-gi4-da-ka(/-kam)
503 en kul-aba4ki-a-ke4 im-e šu bi2-in-ra inim dub-gin7(/-gim) /bi2-in\-gub”
(502 „…A követnek a szó nehéz volt, nem tudta megismételni, ezért 503 Kulaba ura agyagot markolt a kezébe és erre tette a szót, mint táblára.”)
A világ első levelét az eposz minden köntörfalazás nélkül a „végösszeg táblájának” nevezi (im-šu-nigín-na), vagyis a követelések jegyzékéről van szó.
A sumerek és akkádok általában nem nagyon foglalkoztak az ékírás eredetének kérdésével, ezen eposz nyomán Enmerkarnak tulajdonították az írás feltalálását, és ezt az elképzelést csak a késői újbabiloni korban váltotta fel az Óannész-hagyomány. Az azonban bizonyos, hogy az első ismert írásformák (mind a protosumer, mind a korai sumer) Uruk városából ismertek és onnan terjedtek szét a környező településeken, valamint az uruki archaikus szövegekkel csaknem egyidős elámi írás is előkerült. Feltűnik az uruki Kulaba és Éanna-körzet említése is. Az utóbbi a legfontosabb korai írásemlékek, az uruki archaikus szövegek lelőhelye.
Az eposz tehát mind az írás keletkezésének helyét, mind terjedésének irányát jól határozza meg. Ezért bár az eposz keletkezésének idejét jóval későbbre, az i. e. 3. évezred közepére teszik, legalábbis szájhagyomány formájában már fél évezredes múlttal kellett rendelkeznie addigra. A sumer írnokok általában tisztában voltak a korai írástípusok jellegzetességeivel, szójegyzékeket is készítettek az archaikus piktogramok azonosítására. Jóval Enmerkar után kellett azonban keletkeznie, mert Enmerkar idején már létezett az írás, sőt annak fejlettebb változatait alkalmazták, mint a bárki által elolvasható korai árujegyzékek. A fennmaradt változatát az i. e. 18. században, már az Óbabiloni Birodalom korában sumer nyelven írták.
Egy másik motívuma a bibliai „Bábel-toronyhoz” kapcsolódó történet. Az eposz 146–150. sorai beszélik el, hogy az „aranykorban” még fennálló nyelvi egységet Enki isten bontotta fel: 154„…A beszédet megváltoztatta, szájukban a nyelvet idegenné tette” 155 Az emberek nyelvét (ami) egy volt (megszüntette)”.

## Tartalma
Egy Urukot és Inannát dicsőítő himnusszal kezdődik. Enmerkar Arattát akarta elfoglalni, amelyhez Inanna hozzájárulását kérte. Inanna jónak látta a tervet, viszont azt tanácsolta neki, hogy háború helyett először követet küldjön Aratta urához, és üzenetében feltétlen meghódolást követeljen, kérjen aranyat, érceket, lapis lazulit, puszpángfát, hogy az Éanna és Kulaba templomkörzeteket felékesíthessék.
Aratta ura természetesen először tiltakozott, majd Iskur tanácsára meghódolásának fejében élelmiszereket kért Enmerkartól. Azonban miután megkapta a kért adományokat, nem teljesítette a hódolási ígéretét. Ekkor nádat kért Enmerkartól. Egy további kérés után következett az írás feltalálásának epizódja, valószínűleg Enmerkar olyan hosszú listát írt Arattába, amit a követ már képtelen volt megjegyezni. Aratta ura ezt kérte Enmerkartól:
„Hírnök! Beszélj a királyodhoz, Kulaba urához és mondd neki: Egy bajnok aki nem fekete színű, egy bajnok, aki nem fehér színű, egy bajnok aki nem barna színű, egy bajnok, aki nem vörös színű, egy bajnok, aki nem sárga színű, egy bajnok, aki nem sokszínű – adjon egy ilyen bajnokot! Az én bajnokom versenyez az ő bajnoka ellen és lássuk ki képes inkább felülkerekedni”
A történet végén Uruk és Aratta kiegyezik, mindkét ország boldog és elégedett, a nyájak sokasodnak és az emberek ünnepelnek.

## Alternatív értelmezés
A sumer nyelv fordítása és értelmezése bizonyos esetekben még ma is rendkívül bizonytalan, főleg a rengeteg homoníma, az azonos hangalakú, de különböző jelentésű szavak miatt. Az egész Enmerkar-eposz teljesen más értelmezést nyer egyetlen szó, az UR fordításának és értelmezésének más útjával.
A harcos és hódító Enmerkar képzete abból ered, hogy az általában „kutyaként” fordított UR szónak ebben a környezetben mindenképpen más jelentést kellett találni. Ezt a más jelentést a kutyához kapcsolódó fogalomkörben a „harcosban” vélték megtalálni, a fenti fordítás „bajnok” szava ezzel egyenértékű. A szöveg első publikálója, S.N. Kramer ajánlotta a „fighter man” fordítást, és azóta ebben az értelemben használják.
Komoróczy Géza fordítási javaslata szerint az UR itt „vadállat” jelentésű, egyes versekben Dumuzi állatára, a juhra utal.
Ennek az egyetlen szónak a megváltoztatásával az egész eposz harcias jellege átfordul az Aratta felé irányuló távolsági cserekereskedelem leírásába, ahol a „követelés” egyszerű jegyzék a cserélni kívánt termékekről, Aratta urának talányai az igényelt csereáruról szólnak, a követjárás pedig az alku folyamata. A „bajnokok” versengéséről szóló sor az árucikkek versenyét jelenti, hiszen Aratta bármilyen földrajzi pozíciója esetén juhtenyésztésnek ott is kellett lenni, így a helyi állomány és a cserélni kívánt állatok közti versenyről lehet szó.